# 헝가리 제2공화국
헝가리 공화국(헝가리어: Magyar Köztársaság 머저르 쾨스타르셔샤그[*]) 또는 헝가리 제2공화국(헝가리어: Második Magyar Köztársaság 마쇼디크 머저르 쾨스타르셔샤그[*]) 1946년 2월 1일부터 1949년 8월 20일까지 헝가리에 존재했던 공화국이다.
제2차 세계 대전이 진행 중이던 1944년 9월부터 1945년 4월까지 소련이 헝가리를 점령했다. 이 과정에서 부다페스트는 부다페스트 포위전으로 인해 크게 파괴되었다. 1944년 12월 21일에는 소련의 지원을 받은 헝가리 공산당, 독립 소자작농당, 국가 농민당, 헝가리 사회민주당을 중심으로 결성된 기구인 헝가리 최고국가평의회가 데브레첸에서 수립되었다. 1945년 1월 18일에는 소련이 부다페스트를 점령했다.
1945년 11월에 실시된 총선거에서 독립 소자작농당이 57%를 득표했으며 헝가리 공산당은 17%를 득표했다. 헝가리 의회는 틸디 졸탄을 대통령으로 선출했고 너지 페렌츠를 총리로 임명했다. 내무부 장관으로 임명된 러이크 라슬로는 비밀 경찰인 헝가리 국가보위부를 설립했다.
1947년 2월 10일에 체결된 파리 조약에 따라 헝가리는 1938년부터 1941년까지 획득했던 영토를 모두 포기했다. 1947년 2월에는 독립 소자작농당과 국가 농민당 당원들이 체포되었고 1948년 6월에는 헝가리 공산당과 헝가리 사회민주당이 합당하면서 헝가리 노동인민당이 창당되었다.
1949년 8월 18일에 헝가리 의회가 1936년 소비에트 연방 헌법(스탈린 헌법)을 모델로 한 헝가리 인민공화국 헌법을 채택하면서 국명이 헝가리 인민공화국으로 바뀌었다.

## 같이 보기
- 헝가리의 역사